# Лозане
Лозане (серб. Лозане) — населённый пункт в общине Бойник Ябланичского округа Сербии.

## Население
Согласно переписи населения 2002 года, в селе проживало 49 человек (все сербы).
| Численность населения | Численность населения | Численность населения | Численность населения | Численность населения | Численность населения | Численность населения | Численность населения |
| 1948                  | 1953                  | 1961                  | 1971                  | 1981                  | 1991                  | 2002                  | 2011                  |
| --------------------- | --------------------- | --------------------- | --------------------- | --------------------- | --------------------- | --------------------- | --------------------- |
| 443                   | 478                   | 374                   | 248                   | 169                   | 84                    | 49                    | 28                    |

## Религия
Согласно церковно-административному делению Сербской православной церкви, село относится к Прекопчелицкому приходу Ябланичского архиерейского наместничества Нишской епархии. В селе расположена церковь Святого Князя Лазаря.